# Peñacaballera (kommunhuvudort)
Peñacaballera är en kommunhuvudort i Spanien.   Den ligger i provinsen Provincia de Salamanca och regionen Kastilien och Leon, i den centrala delen av landet, 180 km väster om huvudstaden Madrid. Peñacaballera ligger 875 meter över havet och antalet invånare är 184.
Terrängen runt Peñacaballera är varierad. Runt Peñacaballera är det ganska glesbefolkat, med 43 invånare per kvadratkilometer. Närmaste större samhälle är Béjar, 9,5 km nordost om Peñacaballera. 